# Sulle ali della mosca
Sulle ali della mosca è il quarto album del gruppo calabrese de Il Parto delle Nuvole Pesanti uscito nel 2000.

## Tracce
1. Prendo il vento – 3:28
2. Viaggiatori – 3:22
3. Terribili momenti – 3:22
4. Messa – 3:56
5. Ciani – 3:39
6. Suonano parole – 4:38
7. Andrebbe bene un gelato al limone – 3:12
8. Le cose che mi restano – 2:50
9. Promenade de la mouche – 2:20
10. Cosa ci sarà nell'alba gelida – 4:30
11. Liberamente – 4:20
12. Ballo senza piedi – 3:28

## Formati
Album (CD/MC)
- 2000 - Sulle ali della mosca (Lillum Produzioni)

Singoli (CD promo)
- 2000 - Ciani (Lillum Produzioni)

## Formazione
- Peppe Voltarelli
- Salvatore De Siena
- Mimmo Crudo
- Mimmo Mellace

Altri musicisti   
- Roy Paci - arrangiamenti fiati
- Teresa De Sio - voce (4)

## Crediti
- Prodotto da Il Parto delle Nuvole Pesanti
- Registrato e missato presso The Groove Factory (Bologna)
- Masterizzato da Giancarlo Onorato e Giovanni Versari presso il Nautilus Studio (Milano)
- Etichetta: Lillum Produzioni
- Distribuzione: Sony Music
- Edizioni musicali: La Mantide / Sony Music / BMG Ricordi